# Iller-Radweg
De Iller-Radweg (Illerfietsroute) is een langeafstandsfietsroute in Duitsland. De route volgt de loop van de rivier de Iller van de bron bij Oberstdorf tot de monding in de Donau bij Ulm. Het traject is bewegwijzerd in twee richtingen.

## Traject
De route start in Oberstdorf nabij de bron van de Iller. De route volgt de rivier stroomafwaarts. Tussen Sonthofen en Immenstadt im Allgäu loopt de route parallel met de Bodensee-Königssee-Radweg.
De route voert door de streek Allgäu en doet de deelstaten Beieren en Baden-Württemberg aan.
Bij de monding van de Iller in de Donau bij Ulm kan worden aangesloten op de EuroVelo EV6 Atlantische kust naar de Zwarte Zee, de Donauradweg en de Donau-Bodensee-Weg.

## Aansluitingen met Europese fietsroutes
- In Ulm kan worden aangesloten op de EuroVelo EV6 Atlantische kust naar de Zwarte Zee.

## Aansluitingen met andere fietsroutes
- Tussen Sonthofen en Immenstadt im Allgäu loopt de route parallel met de Bodensee-Königssee-Radweg.
- In Ulm kan worden aangesloten op de Donauradweg.
- In Ulm kan worden aangesloten op de Donau-Bodensee-Weg.